# Assassin’s Creed Identity
Assassin’s Creed Identity ist ein 2016 veröffentlichtes Spiel für Android und iOS. Die Beta-Version des Spiels erschien erstmals im September 2014 in Australien und Neuseeland und 2016 als Vollversion weltweit.

## Handlung
Assassin’s Creed Identity handelt, wie die PC-Version Assassin’s Creed II, in der Zeit der Renaissance in Italien. In dem Spiel gilt es, seinen eigenen Assassinen zu erstellen, ihn zu trainieren und verschiedene Missionen und Aufträge zu erfüllen. Der Name des Hauptcharakters ist durch den Nutzer frei wählbar.

## Entwicklung
Das Spiel wird von Ubisofts Düsseldorfer Entwicklerstudio Blue Byte entwickelt. Das Spiel selber kann gegen Gebühr heruntergeladen werden. Assassin’s Creed Identity ist das erste 3D-Spiel der Assassin’s-Creed-Reihe für Android und iOS. Die Beta-Version wurde im September 2014 zuerst in Australien und Neuseeland veröffentlicht. Im Jahr 2016 wurde es weltweit veröffentlicht.

## Rezeption
Das Spiel erhielt gemischte Wertungen. Laut dem spanischen IGN brauche Assassin’s Creed Identity mehr Persönlichkeit und Tiefgang um ein wirklich gutes Spiel zu sein. Destructoid machte ein Wortspiel mit dem Titel Identity (Identität) und erkannte eine kleine „Identitätskrise“. Generell sei der Titel nur für Spieler geeignet, die noch nicht von der Assassin’s-Creed-Serie gelangweilt seien. Eine für die Plattform beeindruckende Optik und eine schwache Story stellte Golem.de im Test heraus. Bei bekanntem Spielprinzip sei das Spiel von der Klasse der Assassin’s-Creed-Titel für PC und Konsole „weit entfernt.“

„Auf den ersten Blick macht Identity einen hervorragenden Eindruck. Leider kann der Titel dieses Niveau nicht halten.“